# 광주광역시 축구협회
광주광역시 축구협회(光州廣域市蹴球協會)는 광주광역시에 위치한, 대한축구협회 산하의 축구 협회이다.

## 참고 자료
정병필. “광주광역시 축구협회”. 디지털광주문화대전.

## 같이 보기
- 대한축구협회